# غارنشین (فیلم ۱۹۸۱)
غارنشین (انگلیسی: Caveman)، یک فیلم کمدی به نویسندگی و کارگردانی کارل گوتلیب و بازیگری رینگو استار، دنیس کواید، شلی لانگ و باربارا باک است. داستان فیلم در دوران ماقبل تاریخ می‌گذرد و حول محور رقابت بین غارنشینان می‌چرخد.